# 任鑫
任鑫（1989年5月22日—），中国足球运动员，司职前卫。

## 职业生涯
任鑫在2008年从深圳二队提升至深圳一队，但並打不上比赛，同年任鑫随深圳二队参加香港甲组足球联赛。
2009年中超联赛第2轮，深圳在主场迎战广州医药的比赛是任鑫首次为深圳队在联赛上场比赛。
2010年赛季后，任鑫离开深圳红钻。
2012年，任鑫加入新组建的乙级联赛球队深圳风鹏，养伤许久后复出职业联赛。赛季结束后任鑫离开冲甲功亏一篑的风鹏，步数名前深圳队球员的道路前往立陶宛球队FK苏杜瓦留洋。